# Station Ettelbruck
Station Ettelbruck (Luxemburgs: Gare Ettelbréck) is een spoorwegstation in de stad Ettelbruck in het midden van Luxemburg. Het station ligt aan lijn 1, Luxemburg - Troisvierges en lijn 1a, Ettelbruck - Diekirch (voorheen doorgaand naar Echternach, Wasserbillig en Grevenmacher). Het wordt beheerd door de Luxemburgse vervoerder CFL.
Het station heeft drie perronsporen. Van de drie perronsporen is er een voor vervoer in de richting van Troisvierges, een voor vervoer naar Diekirch en een voor vervoer naar de stad Luxemburg.

## Treindienst
| Serie         | Treinsoort             | Route                                                       | Bijzonderheden                                        |
| ------------- | ---------------------- | ----------------------------------------------------------- | ----------------------------------------------------- |
| IC 33         | Intercity (NMBS / CFL) | Liers – Luik-Guillemins – Gouvy – Ettelbruck – Luxemburg    | Rijdt in het weekend 1×/2u. tussen Liers - Luxemburg. |
| RE 3700       | Regional-Express (CFL) | Luxemburg – Mersch – Ettelbruck – Kautenbach – Troisvierges | Halfuursdienst met RE 3800.                           |
| RE 3800       | Regional-Express (CFL) | Luxemburg – Mersch – Ettelbruck – Kautenbach – Troisvierges | Halfuursdienst met RE 3700.                           |
| RE 7600P 7605 | Regional-Express (CFL) | Gouvy – Ettelbruck – Luxemburg                              | Rijdt alleen op werkdagen.                            |
| RE 8600P 8640 | Regional-Express (CFL) | Luxemburg – Ettelbruck – Gouvy                              | Rijdt alleen op werkdagen.                            |
| RB 3500       | Regionalbahn (CFL)     | Luxemburg – Ettelbruck – Diekirch                           | Halfuursdienst met RB 3600.                           |
| RB 3600       | Regionalbahn (CFL)     | Luxemburg – Ettelbruck – Diekirch                           | Halfuursdienst met RB 3500.                           |

Dienstregeling 2020
| Treintype | Treinserie | Verbinding                         | Vorige station | Volgende station | Dienstregeling | Bijzonderheden                                              |
| --------- | ---------- | ---------------------------------- | -------------- | ---------------- | -------------- | ----------------------------------------------------------- |
| IC 33     | 5300       | Luik - Gouvy - Luxemburg           | Michelau       | Mersch           | 1x per uur     | Rijdt in het weekend Liers - Luik - Luxemburg, 1x per 2 uur |
| RE        | 3700       | Troisvierges - Luxemburg           | Michelau       | Mersch           | 1x/om de 2u    |                                                             |
| RE        | 400        | Troisvierges - Luxemburg - Rodange | Goebelsmühle   | Mersch           | 1x per uur     | Niet in het weekend                                         |
| RB        | 3500 3600  | Diekirch - Luxemburg               | Diekirch       | Schieren         | 2x per uur     | Zondagochtend 1x per uur                                    |

## Foto's

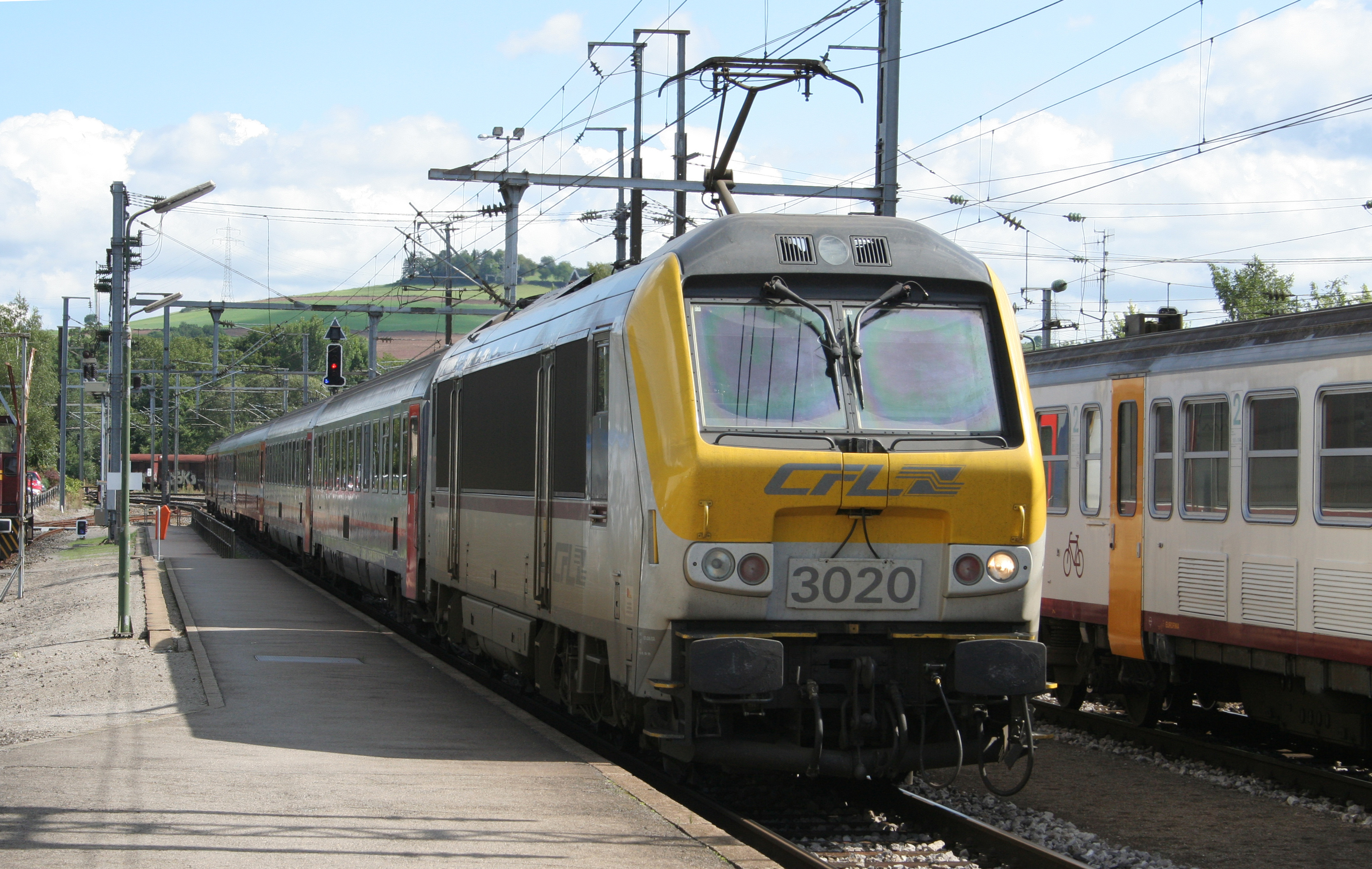
Perron
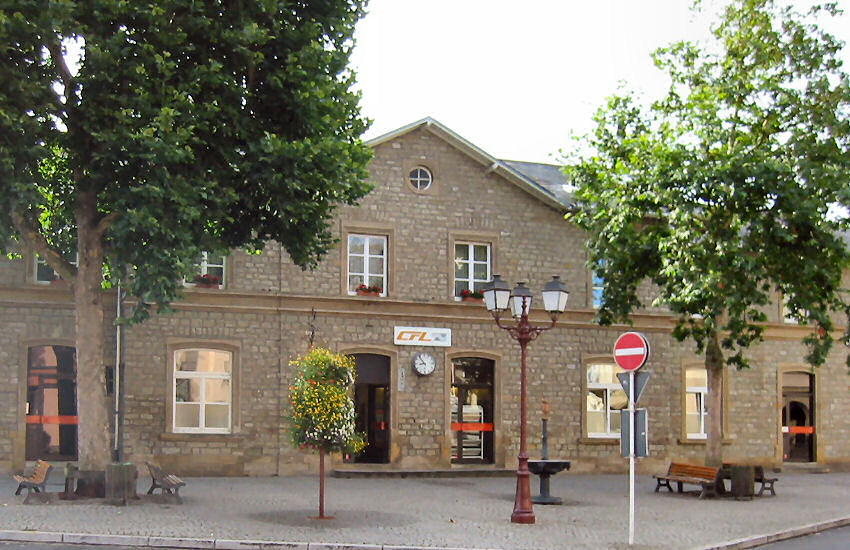
Stationsgebouw

CFL Lijn 1:
Luxemburg · Pfaffenthal-Kirchberg · Dommeldange · Walferdange · Heisdorf · Lorentzweiler · Lintgen · Mersch · Cruchten · Colmar-Berg · Schieren · Ettelbruck · Michelau · Goebelsmühle · Kautenbach · Wilwerwiltz · Drauffelt · Clervaux · Maulusmühle · Troisvierges · Bellain

CFL Lijn 1a: Ettelbruck · Diekirch

CFL Lijn 1b: Kautenbach · Merkholtz · Paradiso · Wiltz · Winseler · Schleif · Schimpach-Wampach
Zie ook: CFL Lijn 2 · CFL Lijn 3 · CFL Lijn 4 · CFL Lijn 5 · CFL Lijn 6 · CFL Lijn 6a · CFL Lijn 6b · CFL Lijn 6c · CFL Lijn 7